# پلیوپلاتکارپوس
پلیوپلاتکارپوس(نام علمی: Plioplatecarpus) نام یک سرده از تیره موساسوریان است.
پلیوپلاتکارپوس، یکی از مشهورترین موساسورها، شکارگری متوسط‌اندازه بود که حدود ۸۰ میلیون سال پیش در دریاهای کم‌عمق و گرم آمریکای شمالی و اروپا می‌زیست.
جمجمه‌اش کشیده و نیرومند بود و دندان‌هایی درشت و مخروطی، شبیه دندان‌های تمساح، داشت. بدنش دراز و روان‌رو بود، دست‌ها و پاهایش به باله‌های پهن پارویی تبدیل شده بودند، و دمش قطور و ماهیچه‌ای بود. باله‌های پارویی کشیده و پهن پلیوپلاتکارپوس امکان شنای سریع و قدرتمندانه را به آن می‌دادند. آرواره‌های این موساسور آن‌قدر باز می‌شدند که می‌توانست شکارهای خیلی بزرگ‌تر از خودش را هم گاز بگیرد و ببلعد.
چنین رفتاری را در مارهای امروزی هم می‌بینیم و یکی از ویژگی‌هایی است که باعث می‌شود این دو گروه را خویشاوندانی نزدیک بدانیم.